# Championnat du monde de badminton par équipes mixtes 1997
Navigation
Lausanne 1995 Copenhague 1999
La Sudirman Cup 1997 est la 5e édition de cette compétition, appelée également Championnat du monde de badminton par équipes mixtes. La compétition s'est déroulée du 19 au 25 mai 1997 à Glasgow en Écosse.
La Chine remporte l'épreuve pour la 2e fois, en battant en finale la Corée du Sud sur le score de 5 à 0.

## Groupe 1

### Groupe A
| Équipe 1     | Équipe 2     | Score |
| ------------ | ------------ | ----- |
| Chine        | Angleterre   | 5-0   |
| Corée du Sud | Angleterre   | 4-1   |
| Chine        | Corée du Sud | 3-2   |

### Groupe B
| Équipe 1  | Équipe 2  | Score |
| --------- | --------- | ----- |
| Danemark  | Suède     | 4-1   |
| Indonésie | Suède     | 5-0   |
| Danemark  | Indonésie | 3-2   |

### Cinquième place
| Équipe 1 | Équipe 2   | Score |
| -------- | ---------- | ----- |
| Suède    | Angleterre | 4-1   |

### Demi-finales
| Équipe 1     | Équipe 2  | Score |
| ------------ | --------- | ----- |
| Chine        | Indonésie | 3-2   |
| Corée du Sud | Danemark  | 3-2   |

### Finale
| Équipe 1 | Équipe 2     | Score |
| -------- | ------------ | ----- |
| Chine    | Corée du Sud | 5-0   |